# Uffenheim (Adelsgeschlecht)

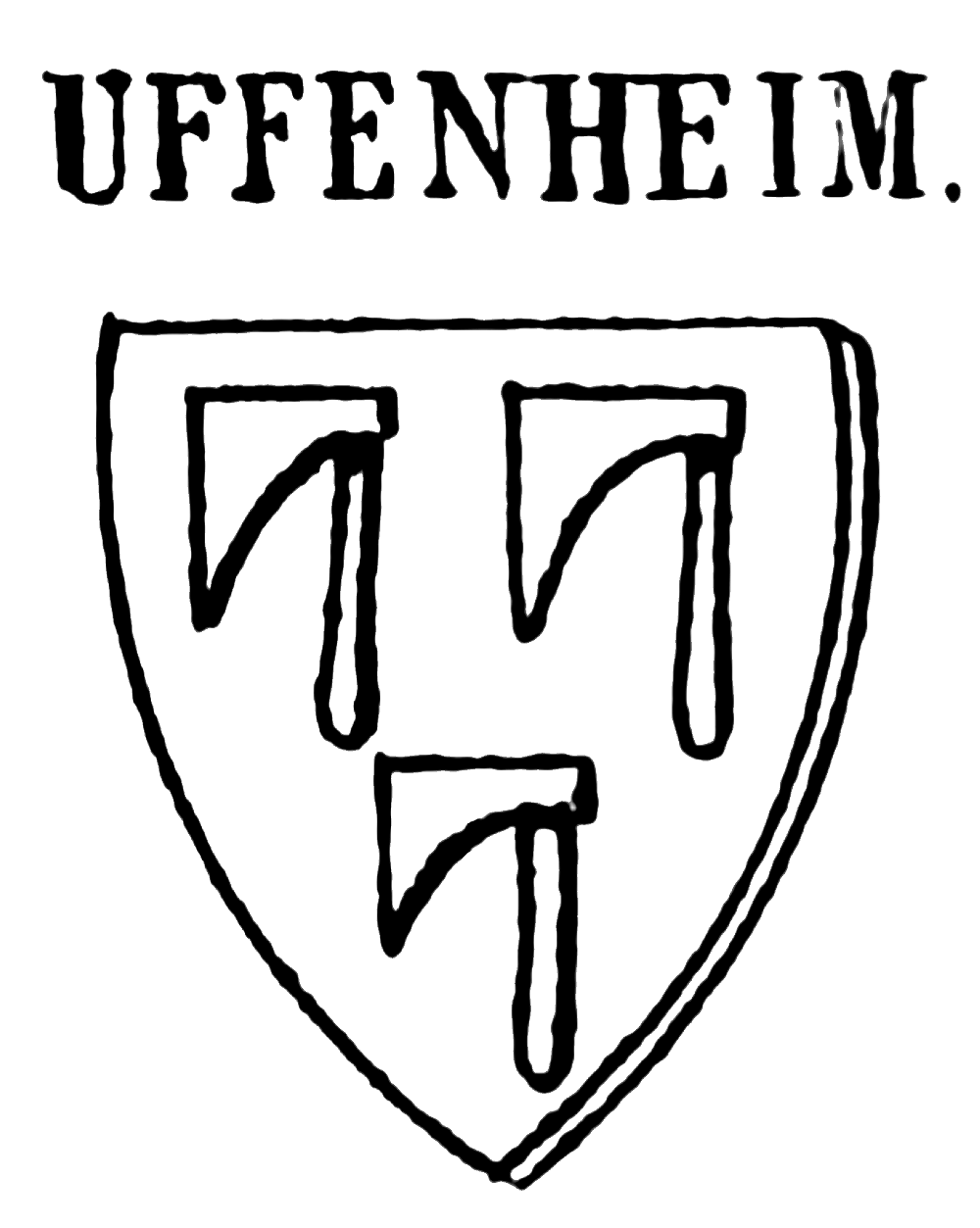
Wappen derer von Uffenheim in Siebmachers Wappenbüchern

Die Herren von Uffenheim waren ein schwäbisch-fränkisches Adelsgeschlecht, welches sich zu Beginn des 12. Jahrhunderts nach dem mittelfränkischen Ort Uffenheim benannte.

## Ursprung
Die Herren von Uffenheim treten zu Beginn des 12. Jahrhunderts unter diesem Namen besonders häufig im Umfeld der Reginbodonen auf. Dies lässt vermuten, dass auch der Ursprung der Herren von Uffenheim dort zu suchen ist.

## Geschichte
Die erste bislang bekannte Urkunde der Herren von Uffenheim geht auf einen Burckart von Uffenheim aus dem Jahr 1103 zurück. Diese Urkunde verrät auch, dass die Herren von Uffenheim und die Herren von Buchenbach gemeinsamen Stammes sind. Darin heißt es „Burckart de Vffenheim et duo filii eius Heinrich et Gumprecht de Buchenbach“ – Burckart von Uffenheim und seine beiden Söhne Heinrich und Gumprecht von Buchenbach. In dieser Urkunde überlässt Ritter Diemar von Röttingen all sein Eigentum dem Kloster Hirsau. Um spätere Rechtsstreitigkeiten zu vermeiden, wurden häufig Verwandte als Zeugen mit hinzugezogen. Mit ihrer Bezeugung bestätigten sie nicht nur den Umfang und die Rechtmäßigkeit der Schenkung, sondern auch deren Verzicht auf mögliche Ansprüche an diesen Gütern und Rechten.
1108 übergibt Gebeno von Uffenheim im Auftrag des Grafen Berthold von Bergtheim zwei Allodien (Erbgüter) in „Richbach“ (Oberreichenbach), „Trageboldestorf“ (Tragelhöchstädt) und „Tancenboge“ (Tanzenhaid, bei Markt Erlbach) dem Würzburger Bischof. Dieser Gebeno tritt letztmals 1142 als Zeuge beim Kompromiss nach einem jahrelangen, zermürbenden Erbfolgestreits um die Giechburg und Burg Lichtenfels zwischen dem Bistum Bamberg und Graf Poppo von Andechs-Meranien auf. Nach Gebeno wird 1151 ein Wigando von Uffenheim urkundlich erwähnt gefolgt von Wasmund von Uffenheim (1161, 1167) und einem Conrad von Uffenheim (1168). Wasmund von Uffenheim war der Begründer der Linie, die sich nach ihrer Burg bei Markt Einersheim Speckfeld nannte. Wasmund war mit Gertrud der Tochter des Gerung Dives verheiratet. Sie hatten einen gemeinsamen Sohn namens Conrad. 1217 beteiligte er sich Wasmund am fünften Kreuzzug – dem Kreuzzug von Damiette.
Ein Diebald („Dipaldo“) hat 1180 sein Debüt. Ihm folgt 1205 der edle Arnold von Uffenheim der nach 1205 das Gut „Rintburn“ zu „Torlisbour“ (Dörlesberg), welches er von dem edlen Konrad und Ulrich von Dürn zu Lehen hatte, dem Kloster Bronnbach für einen jährlichen Zins von 20 Pfennigen überließ. Der Freie Arnold von Uffenheim wird 1219 bei einem Streit der Herren von Gamburg mit dem Kloster Bronnbach wegen Gütern zu Külsheim erwähnt. Er hatte einen Sohn namens Eberhard und werden beide 1225 als Burgmänner auf der Burg Gamburg genannt nachdem die Herren von Gamburg 1219 ausstarben. Ob der 1210 genannte Conrad von Uffenheim mit jenem identisch ist der bereits 1168 als Zeuge in einer Urkunde auftritt ist fraglich. 1227 werden die Brüder Ludwig von Uffenheim (1233, 1240, 1260) und Friedrich von Burleswagen genannt. Somit ist auch eine Verwandtschaft, oder gar Stammesgenossenschaft zu den Herren von Burleswagen belegt.
Lang erwähnt in seinem Buch Miscellanea Neorum, Band 1 für das Jahr 1250 noch einen „Albertus“ und einen „Arnoldus de Offenheim“. Bei diesem Arnold handelt es sich wahrscheinlich nicht um den bereits 1205 bzw. 1219 erwähnten Arnold. 1254 bezeugte Siboto von Uffenheim einen Vergleich zwischen dem Kloster Ebrach und Wolfram von Euerheim betreffend eines Mühlenbaus. Er hatte einen Bruder namens Sweimarius wie aus einer Urkunde aus dem Jahr 1258 ersichtlich wird. Auch der bereits 1250 genannte Albertus hatte einen Bruder. Dieser war der bereits 1233, 1240 und 1260 genannte Ludwig. Beide bezeugten 1260 eine Schenkung der Irmengard von Reichenberg zum Beitritt ihres Sohns Conrads zum Deutschen Ritterorden in Bad Mergentheim. Albert von Uffenheim wird letztmals 1265 genannt. Sein Bruder Ludwig, trat dem Stift Eichstätt als Kanoniker bei und wird noch bis 1284 in Urkunden genannt. Arnold von Uffenheim wird letztmals 1290 erwähnt. Ob die beiden 1330 genannten Herrn Erkenger und Fritzen von Uffenheim noch zu den Uffenheimern gezählt werden dürfen, oder ob diese lediglich Burgmannen der Herren von Hohenlohe waren muss dahingestellt bleiben.

## Stammburg
Die Stammburg der Herren von Uffenheim befand sich vermutlich dort, wo sich das heutige Schloss Uffenheim befindet und nicht wie oft angenommen auf dem „Schlösslebuck“  östlich von Uffenheim. Umfangreiche Grabungen und Untersuchungen von 2001 bis 2009 und eine zusätzliche Sondierungsmaßnahme 2016 ergaben, dass an der Stelle, wo sich heute das Schloss befindet, eine mittelalterliche Vorgängerburg sowie eine Kirche stand. 

## Wappen

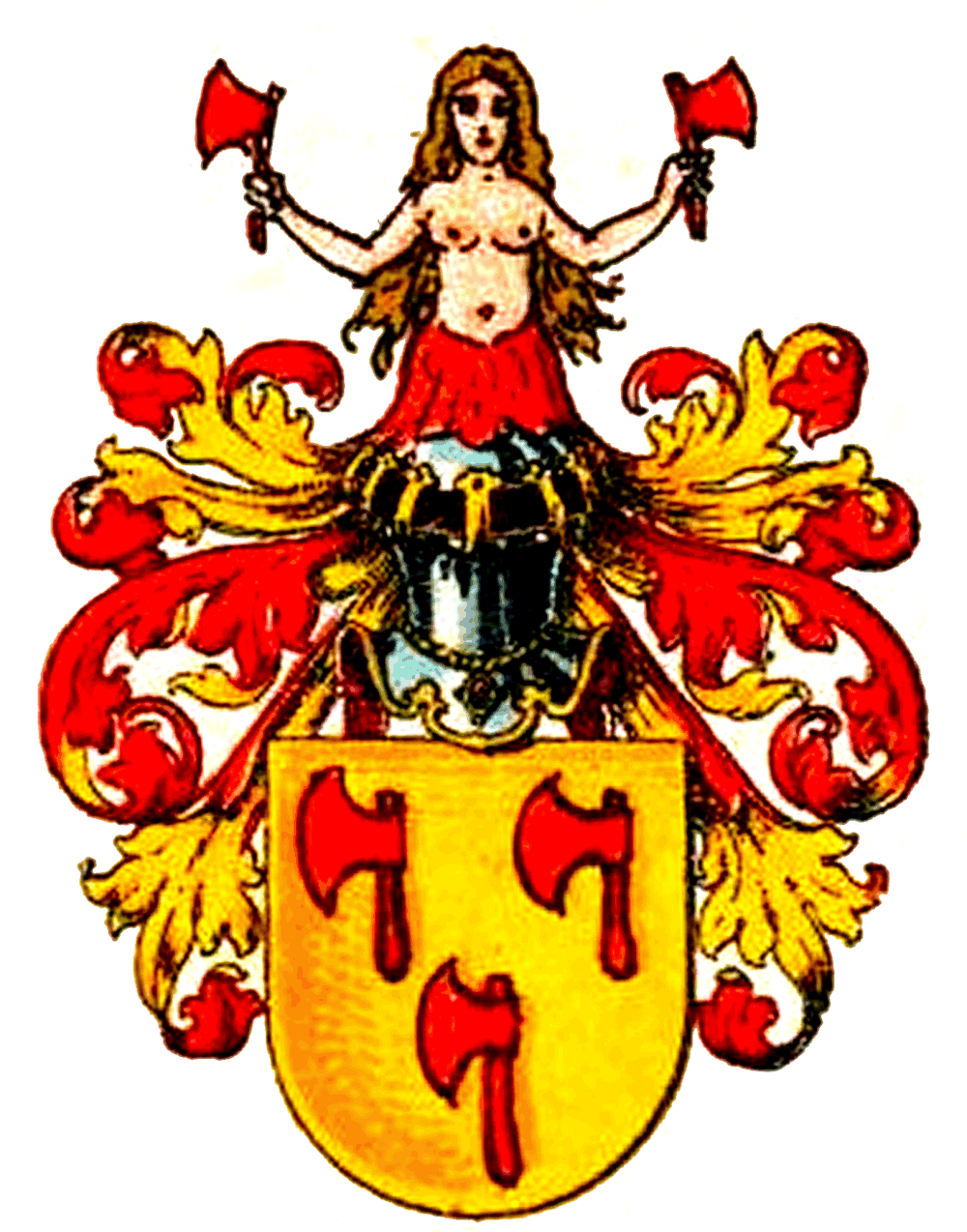
Wappen derer von Stetten – Wappengenossen der Uffenheimer

Das Wappen der Herren von Uffenheim zeigt drei mit den Schneiden rechtsgekehrte Beile (2:1). Es entspricht dem Wappen der Herren von Stetten zu denen eine Stammengenossenschaft über die Herren von Buchenbach vermutet wird. Helmzier und Tingierung sind nicht überliefert.